# Russell Latapy
Russell Nigel Latapy (Puerto España, Trinidad y Tobago, 2 de agosto de 1968) es un exfutbolista y actual entrenador trinitario, que se desempeñó como mediocampista y militó en diversos clubes de Trinidad y Tobago, Jamaica, Portugal y Escocia.

## Clubes

### Como jugador
| Club            | País              | Año         |
| --------------- | ----------------- | ----------- |
| Trintoc         | Trinidad y Tobago | 1987 - 1988 |
| Portmore United | Jamaica           | 1989 - 1990 |
| Académica       | Portugal          | 1990 - 1994 |
| FC Porto        | Portugal          | 1994 - 1996 |
| Boavista        | Portugal          | 1996 - 1998 |
| Hibernian       | Escocia           | 1998 - 2001 |
| Rangers         | Escocia           | 2001 - 2003 |
| Dundee United   | Escocia           | 2003        |
| Falkirk         | Escocia           | 2003 - 2009 |
| Caledonia AIA   | Trinidad y Tobago | 2009 - 2010 |
| Edinburgh City  | Escocia           | 2010 - 2011 |

### Como entrenador
| Club                                  | País              | Año             |
| ------------------------------------- | ----------------- | --------------- |
| Falkirk (ayudante técnico)            | Escocia           | 2007 - 2009     |
| Selección nacional (ayudante técnico) | Trinidad y Tobago | 2009            |
| Selección nacional                    | Trinidad y Tobago | 2009 - 2011     |
| Boavista (ayudante técnico)           | Portugal          | 2013 - 2014     |
| Inverness (Ayudante Técnico)          | Escocia           | 2014 - 2015     |
| Selección nacional (ayudante técnico) | Trinidad y Tobago | 2017            |
| Selección nacional                    | Barbados          | 2019 - 2022     |
| Macarthur (ayudante técnico)          | Australia         | 2022 - 2023     |
| Seleccion nacional (ayudante tecnico) | Trinidad y Tobago | 2024 - presente |

## Selección nacional
Ha sido internacional con la Selección de fútbol de Trinidad y Tobago, ha jugado 81 partidos internacionales y ha anotado 29 goles. Incluso participó con su selección, en una sola Copa Mundial de la FIFA. La única Copa del Mundo FIFA en que Latapy participó, fue en la edición de Alemania 2006, donde su selección quedó eliminado en la primera fase, siendo último de su grupo (que compartió con Inglaterra, Paraguay y Suecia) y cuyo mundial es hasta hoy, la única participación de Trinidad y Tobago, en una Copa del Mundo FIFA.

## Participaciones en Copas del Mundo
| Mundial                        | Sede     | Resultado    |
| ------------------------------ | -------- | ------------ |
| Copa Mundial de Fútbol de 2006 | Alemania | Primera fase |